# Buchfeld (Wachenroth)
Buchfeld ist ein Gemeindeteil des Marktes Wachenroth im Landkreis Erlangen-Höchstadt (Mittelfranken, Bayern). Buchfeld liegt in der Gemarkung Weingartsgreuth.

## Geografie
Das Dorf liegt, größtenteils von Waldgebieten umgeben, am Ailsbach, einem linken Zufluss der Kleinen Weisach. Im Süden befindet sich das Waldgebiet Höfisches Holz. Im Osten erhebt sich der Geiersberg (350 m ü. NHN). Die Kreisstraße ERH 22 verläuft nach Elsendorf (2,8 km nordwestlich) bzw. nach Ailsbach (2,2 km südöstlich). Eine Gemeindeverbindungsstraße verläuft nach Warmersdorf (0,9 km westlich) bzw. nach Weingartsgreuth (2,8 km nordöstlich).

## Geschichte
Der Ort ist vermutlich im 13. Jahrhundert als Rodungssiedlung entstanden. Lehnsherr war das Hochstift Bamberg. Den Reutzehnt hatte ursprünglich Hans von Egloffstein zu Mühlhausen inne. 1417 verkaufte er diesen mit den grundherrlichen Anspruch über ein Gut an das Nürnberger Adelsgeschlecht Rummel. Das Hochstift wandelte das Lehen in freies Eigentum um. 1488 verlieh das Hochstift Erhart von Lauffenholz und dessen Vettern drei Hufen in Buchfeld. Des Weiteren war Marschalk von Ebnet im Ort begütert.
Gegen Ende des 18. Jahrhunderts gab es in Buchfeld 10 Anwesen (2 Halbhöfe, 4 Sölden, 3 Tropfhäuser) und ein Gemeindehirtenhaus. Das Hochgericht übte teils das bambergische Centamt Wachenroth, teils das Castell’sche Amt Burghaslach aus. Die Dorf- und Gemeindeherrschaft sowie die Grundherrschaft über alle Anwesen hatte das Seckendorff’sche Rittergut Weingartsgreuth.
Im Rahmen des Gemeindeedikts wurde Buchfeld dem 1808 gebildeten Steuerdistrikt Unterwinterbach und der 1818 gegründeten Ruralgemeinde Weingartsgreuth zugewiesen. Der gesamte Ort unterstand in der freiwilligen Gerichtsbarkeit dem Patrimonialgericht Weingartsgreuth (bis 1848).
Am 1. Mai 1978 wurde Buchfeld im Zuge der Gebietsreform in den Markt Wachenroth eingegliedert.

### Einwohnerentwicklung
| Jahr      | 001819 | 001861 | 001871 | 001885 | 001900 | 001925 | 001950 | 001961 | 001970 | 001987 | 002020 |
| Einwohner | 58     | 72     | 86     | 68     | 57     | 74     | 80     | 65     | 66     | 312    | 218    |
| Häuser    |        |        |        | 13     | 13     | 15     | 14     | 15     |        | 84     |        |
| Quelle    | [ 9 ]  | [ 10 ] | [ 11 ] | [ 12 ] | [ 13 ] | [ 14 ] | [ 15 ] | [ 16 ] | [ 17 ] | [ 18 ] | [ 1 ]  |

## Religion
Der Ort ist seit der Reformation evangelisch-lutherisch geprägt und war ursprünglich nach St. Oswald (Lonnerstadt) gepfarrt, seit dem 19. Jahrhundert ist die Pfarrei Weingartsgreuth zuständig. Die Einwohner römisch-katholischer Konfession sind nach St. Laurentius Elsendorf gepfarrt.